# Багаев, Алан Спартакович
Алан Спартакович Багаев (род. 7 апреля 1991, Владикавказ, СССР) — российский футболист, защитник клуба «Алания».

## Биография
Футболом начал заниматься в спортивных школах родного Владикавказа. С 2008 года начал выступать в любительской футбольной лиге с молодёжной командой «Алании». С 2009 по 2010 был в аренде в пермском «Амкаре», но не сыграл ни одной игры за основной состав. Дебютировал в первенстве ПФЛ 26 апреля 2011 года, будучи отданным на один год во вновь сформированную команду ФАЮР Беслан. Вторую часть сезона-2011/12 провёл, играя за «Аланию-Д». По окончании сезона Багаевым начали интересоваться клубы Премьер-лиги (аренда: 2011/12 — «Ростов», 2013/14 — «Урал»), но играл только в молодёжном первенстве (как и в сезонах 2009 и 2010 — за «Амкар» и «Аланию», соответственно). В сезоне 2012/13 играл за «Аланию-Д». В главной команде «Алании» дебютировал 28 августа 2014 года в домашнем матче Первенства ПФЛ против «Спартака-Нальчик» (0:3).
В январе 2015 года Багаев подписал контракт с грузинским клубом «Дила». 21 июля 2015 года провёл полностью ответный матч второго квалификационного раунда Лиги чемпионов против сербского «Партизана» (0:2, дома). 10 августа на правах аренды был отдан в клуб «Шукура». В июле 2016 года вернулся в российский чемпионат, став игроком «Мордовии», и провёл сезон в ФНЛ (34 игры, 1 мяч). В июле июля 2017 года перешёл в «Анжи». За клуб провёл один матч. 14 сентября того же года комитет РФС по статусу игроков отказал в удовлетворении заявления «Анжи» о регистрации футболиста. 14 декабря 2017 года Багаев официально расторг контракт по обоюдному согласию. Летом 2018 года вернулся в «Мордовию» сыграв в летне-осеннем отрезке первенства ФНЛ 16 матчей и забив один мяч. В январе 2019 года расторг контракт по согласию сторон. В феврале 2019 года вернулся во Владикавказ, подписав контракт с ФК «Спартак» Владикавказ, выступавшем в ПФЛ. Вместе с командой, которая в июле 2019 года была преобразована в воссозданную «Аланию», вышел в ФНЛ.